# Tom Stubbe
Tom Stubbe (né le 26 mai 1981 à Blankenberge) est un coureur cycliste belge.

## Biographie
Tom Stubbe a mené de front compétition et études d'architecture avant de passer professionnel. Stagiaire à la fin de l'année 2004 au sein de l'équipe Relax-Bodysol, Tom Stubbe commence sa carrière professionnelle en 2005 dans la formation Chocolade Jacques-Topsport Vlaanderen. Il y reste trois saisons durant lesquels il obtient diverses places d'honneur, dont un troisième place au Tour de l'Avenir 2006 et une deuxième place à la Flèche flamande en 2007. En 2008, il est recruté par l'équipe ProTour française La Française des jeux en compagnie de son coéquipier Jelle Vanendert. Il obtient une très bonne 10e place lors de Tirreno-Adriatico.

## Palmarès

### Palmarès amateur
- 1999
  - 3e du championnat de Flandre-Occidentale du contre-la-montre juniors
  - 3e de la Flèche du Brabant flamand
- 2002
  - 2e étape du Triptyque des Barrages
  - 3e du Triptyque des Barrages
- 2003
  - 6e étape de l'Arden Challenge
  - 3e du Circuit du Pévèle
- 2004
  - 4e étape du Triptyque des Barrages
  - Classement général du Tour du Loir-et-Cher
  - 2e de Romsée-Stavelot-Romsée
  - 2e du Tour du Brabant flamand
  - 3e du Triptyque ardennais
  - 3e du championnat de Belgique du contre-la-montre élites sans contrat

### Palmarès professionnel
- 2006
  - 3e du Tour de l'Avenir
- 2007
  - 2e de la Flèche flamande
- 2008
  - 10e de Tirreno-Adriatico

## Résultats sur les grands tours

### Tour d'Italie
1 participation
- 2008 : abandon (4e étape)

## Classements mondiaux
| Année           | 2005 | 2006 | 2007 |
| --------------- | ---- | ---- | ---- |
| UCI Europe Tour | 692e | 369e | 187e |